# Comté de Renville (Minnesota)
Pour les articles homonymes, voir Comté de Renville.
Le comté de Renville est un comté des États-Unis, situé dans l'État du Minnesota.
Son siège se situe dans la ville d'Olivia.